# Elazığspor
Elazığspor ist ein türkischer Fußballverein aus der Provinzhauptstadt Elazığ im Osten des Landes. Der Verein spielte in den 2000er und 2010er Jahren insgesamt vier Spielzeiten in der Süper Lig und befindet sich in deren Ewigen Tabelle auf dem 51. Platz. Seit der Saison 2014/15 spielt der Verein in der TFF 1. Lig. Die Vereinsfarben sind Bordeaux und Weiß. Die Mannschaft wird entsprechend dem Spitznamen der Bewohner der Provinz Elazığ als Gakgoşlar bezeichnet. Sponsoring bedingt trug der Klub in der Saison 2013/14 den Namen Sanica Boru Elazığspor. Mit fünf Drittligameisterschaften ist der Verein gemeinsam mit Manisaspor Rekordmeister der TFF 2. Lig, der dritthöchsten Spielklasse im türkischen Profifußball.

## Geschichte
Elazığspor entstand 1967, als die drei örtlichen Vereine Merkez Gençlik, Güvenspor and Harputspor sich zusammenschlossen, um eine schlagkräftige Mannschaft zu formen. Bis ins Jahr 2002 pendelte der Verein regelmäßig zwischen der 2. und 3. türkischen Liga, bevor der Aufstieg in die erste türkische Liga gelang. Dort konnte der Verein sich zwei Jahre lang halten, ehe der Abstieg als Tabellenletzter hingenommen werden musste. In der Saison 2010/11 ist Elazigspor souverän als Meister in die TFF 1. Lig aufgestiegen. In der ersten Saison in der zweithöchsten türkische Liga ist Elazigspor der direkte Aufstieg in die erste türkische Liga gelungen.
Zur Saison 2012/13 vergab Elazığspor die Namensrechte für die Dauer einer Spielzeit an die Firma Sanica Boru A.Ş. und nahm in der Spielzeit mit dem Namen Sanica Boru Elazığspor am Wettbewerb teil. Als Gegenleistung erhielt der Verein 3.000.000 türkische Lire (entspricht zum damaligen Wechselkurs 1.370.000 €). Bereits nach einem Jahr endete dieser Sponsoringvertrag und so änderte der Klub im Sommer 2013 seinen Namen wieder in Elazığspor um. Da aber diese Namensänderung mit dem türkischen Fußballverband nicht abgesprochen war, wurde der Verein bis ins Jahr 2014 noch als Sanica Boru Elazığspor geführt und die Namensänderung später auch vom Verband zugestimmt. Mit Ablauf der Saison 2013/14 stieg der Verein als Tabellensechzehnter in die 2. Liga ab.
Im Sommer 2014 wurde der Verein mit einer Transfersperre versehen.

## Stadion
Der Verein trägt seine Heimspiele im 18.423 Zuschauer fassenden Elazığ Stadyumu aus.

## Erfolge
- Vizemeister der TFF 1. Lig: 2001/02, 2011/12
- Aufstieg in die Süper Lig: 2001/02, 2011/12
- Meister der TFF 2. Lig: 1974/75, 1985/86, 1989/90, 1994/95, 2010/11
- Aufstieg in die TFF 1. Lig: 1974/75, 1985/86, 1989/90, 1994/95, 2010/11

## Ligazugehörigkeit
- 1. Liga: 2002–2004, 2012–2014
- 2. Liga: 1975–1982, 1983–1985, 1986–1987, 1990–1992, 1995–2002, 2004–2008, 2011–2012, 2014–2019
- 3. Liga: 1967–1975, 1982–1983, 1985–1986, 1987–1990, 1992–1995, 2009–2010, seit 2019

## Rekordspieler
| Rang                 | Name              | Einsätze | Zeitraum  |
| -------------------- | ----------------- | -------- | --------- |
| 01.                  | Hacı Arif Durgut  | 63       | 2002–2004 |
| 02.                  | Cem Yanık         | 61       | 2002–2004 |
| 03.                  | Ümüt Hatipoğlu    | 58       | 2002–2004 |
| 04.                  | Vanja Iveša       | 56       | 2012–2014 |
| 05.                  | Serdar Gürler     | 54       | 2012–2014 |
| 06.                  | Fábio Bilica      | 51       | 2012–2014 |
| 07.                  | Erhan Eren Kurnaz | 49       | 2002–2004 |
| 08.                  | Köksal Yedek      | 47       | 2012–2014 |
| 09.                  | Juraj Czinege     | 43       | 2002–2004 |
| 10.                  | Mehmet Deliorman  | 41       | 2002–2004 |
| Stand: 21. März 2016 |                   |          |           |

| Rang                 | Name                     | Tor | Einsätze | Tor/Spiel |
| -------------------- | ------------------------ | --- | -------- | --------- |
| 01.                  | Yunus Altun              | 17  | 27       | 0,63      |
| 02.                  | Deniz Yılmaz             | 12  | 28       | 0,43      |
| 03.                  | Ľubomír Meszároš         | 9   | 33       | 0,27      |
| 04.                  | Tidiane Sané             | 7   | 39       | 0,18      |
| 04.                  | Serdar Gürler            | 7   | 60       | 0,12      |
| 05.                  | Robson Carioca           | 6   | 21       | 0,29      |
| 05.                  | Sinan Kaloğlu            | 6   | 21       | 0,29      |
| 05.                  | Serdar Özkan             | 6   | 26       | 0,23      |
| 05.                  | Ümüt Hatipoğlu           | 6   | 58       | 0,1       |
| 06.                  | Jean-Emmanuel Effa Owona | 5   | 21       | 0,24      |
| 06.                  | Köksal Yedek             | 5   | 47       | 0,11      |
| 07.                  | Ahmet Görkem Görk        | 4   | 22       | 0,18      |
| 07.                  | Eser Yağmur              | 4   | 25       | 0,16      |
| 07.                  | Erhan Namlı              | 4   | 33       | 0,12      |
| 07.                  | Cem Yanık                | 4   | 61       | 0,07      |
| 08.                  | Batuhan Karadeniz        | 3   | 11       | 0,27      |
| 08.                  | Onur Ayık                | 3   | 23       | 0,13      |
| Stand: 21. März 2016 |                          |     |          |           |

## Ehemalige bekannte Spieler
- Sedat Ağçay
- Orhan Ak
- Burak Akdiş
- Roland Alberg
- Yunus Altun
- Ertuğrul Arslan
- Deniz Aslan
- Onur Ayık
- Vanja Iveša
- Sezer Badur
- Sedat Bayrak
- Cem Beceren
- Muzaffer Bilazer
- Fábio Bilica
- Çağlar Birinci
- Mehmet Çakır
- Franco Cángele
- Robson Carioca
- Juraj Czinege
- Ondrej Debnár
- Mehmet Deliorman
- Taner Demirbaş
- Hacı Arif Durgut
- Gökhan Emreciksin
- Bülent Ertuğrul
- Julien Faubert
- Pascal Feindouno
- Ahmet Görkem Görk
- Ersan Gülüm
- Çetin Güner
- Serdar Gürler
- Youssef Hadji
- Ümüt Hatipoğlu 1
- Jake Jervis
- Sinan Kaloğlu
- Aydın Karabulut
- Batuhan Karadeniz
- İbrahim Kaş
- Tanju Kayhan
- Richard Kingson
- Emir Kujović
- Erhan Eren Kurnaz
- Ümit İnal
- Ľubomír Meszároš
- Mirko Mirković
- Luke Moore
- Erhan Namlı
- Mehmet Nas
- Jussi Nuorela
- Jean-Emmanuel Effa Owona
- Serdar Özbayraktar
- Serdar Özkan
- Hasan Özer
- Tidiane Sané
- Mustafa Sarp
- Ivan Sesar
- Pape Habib Sow
- Hrvoje Spahija
- Rodrigo Tello
- Hervé Tum
- Mehmet Türkmehmet
- Orkun Uşak
- Vitolo
- Ognjen Vranješ
- Eser Yağmur
- Taner Yalçın
- Cem Yanık
- Köksal Yedek
- Deniz Yılmaz
- Amr Zaki
- Marvin Zeegelaar
- Zé Roberto

## Bisherige Trainer (Auswahl)
- Yavuz İncedal (Oktober 2009 – Dezember 2009)
- Şaban Yıldırım (Dezember 2009 – Mai 2010)
- Osman Özköylü (Juni 2010 – Oktober 2011)
- Hüsnü Özkara (Oktober 2011 – März 2012)
- Bülent Uygun (März 2012 – Oktober 2012)
- Yılmaz Vural (Oktober 2012 – Mai 2013)
- Trond Sollied (August 2013 – Oktober 2013)
- Okan Buruk 2 (Oktober 2013 – Mai 2014)
- Ümit Özat (August 2014 – April 2015)
- Bayram Bektaş 3 (April 2015 – Mai 2015)
- Bayram Bektaş (Juli 2015 – November 2015)
- İbrahim Üzülmez (November 2015 – Dezember 2015)
- Kemal Özdeş 4 (Januar 2016)
- İlhan Aydın 5 (Januar 2016)
- Coşkun Demirbakan (Januar 2016 – März 2016)
- Ogün Temizkanoğlu (März 2016 – November 2016)
- Bayram Bektaş (November 2016 – Mai 2017)
- Mehmet Altıparmak (August 2017 – November 2017)
- Hüseyin Kalpar (November 2017 – April 2018)
- Muammer Sürmeli 5 (April 2018 – Juni 2018)
- Orhan Kaynak (Juni 2018 – Januar 2019)
- Erhan Altın (Februar 2019 – März 2019)
- Serhat Gülpınar (März 2019 – April 2019)
- Mustafa Aksu  (April 2019 – )

## Bisherige Präsidenten (Auswahl)
- Selçuk Cengiz Öztürk
- Sedat Karataş
- İrfan Yumakgil